# Пјетлов кљун
„Пјетлов кљун” је југословенски ТВ филм из 1972. године. Режирао га је Марио Фанели а сценарио је написао Иво Штивичић

## Улоге
| Глумац               | Улога          |
| -------------------- | -------------- |
| Звонимир Чрнко       | Кузма Каљужа   |
| Иво Фици             | Лука Позадинац |
| Свјетлана Кнежевић   | Девојка        |
| Зринка Колак Фабијан | Секретарица    |
| Звонко Лепетић       | Стево Бусола   |
| Јован Личина         | Јаз Силвије    |
| Јосип Мароти         | Конобар        |
| Владимир Медар       | Брадоња        |

Остале улоге  ▼
| Глумац             | Улога        |
| ------------------ | ------------ |
| Драган Миливојевић |              |
| Фабијан Шоваговић  | Митар Фишкал |
| Ђуро Утјешановић   |              |
| Едо Вујић          | Возач        |